# Miřetice (Vacov)
Miřetice jsou malá vesnice, část obce Vacov v okrese Prachatice v Jihočeském kraji. Nachází se asi jeden kilometr jihovýchodně od Vacova. Prochází zde silnice II/171 ze Čkyně do Vacova. Je zde evidováno 35 adres. V roce 2011 zde trvale žilo 82 obyvatel.
Miřetice leží v katastrálním území Miřetice u Vacova o rozloze 1,55 km².

## Historie
První písemná zmínka o vesnici pochází z roku 1359.

## Obyvatelstvo
| Rok            | 1869 | 1880 | 1890 | 1900 | 1910 | 1921 | 1930 | 1950 | 1961 | 1970 | 1980 | 1991 | 2001 | 2011 | 2021 |
| -------------- | ---- | ---- | ---- | ---- | ---- | ---- | ---- | ---- | ---- | ---- | ---- | ---- | ---- | ---- | ---- |
| Počet obyvatel | 135  | 148  | 161  | 174  | 185  | 165  | 168  | 144  | 167  | 106  | 97   | 69   | 65   | 82   | 95   |
| Počet domů     | 11   | 21   | 22   | 26   | 27   | 27   | 29   | 32   | 32   | 28   | 28   | 30   | 32   | 33   | 36   |

## Obecní správa
Při sčítání lidu v letech 1850–1909 Miřetice byly osadou obce Přečín v okrese Strakonice. Od roku 1910 je částí obce Vacov, se kterým patřily nejprve do okresu Strakonice, ale v roce 1950 v okrese Vimperk a od roku 1960 v okrese Prachatice.

## Pamětihodnosti
- Kaple
- Usedlost čp. 13

## Fotogalerie

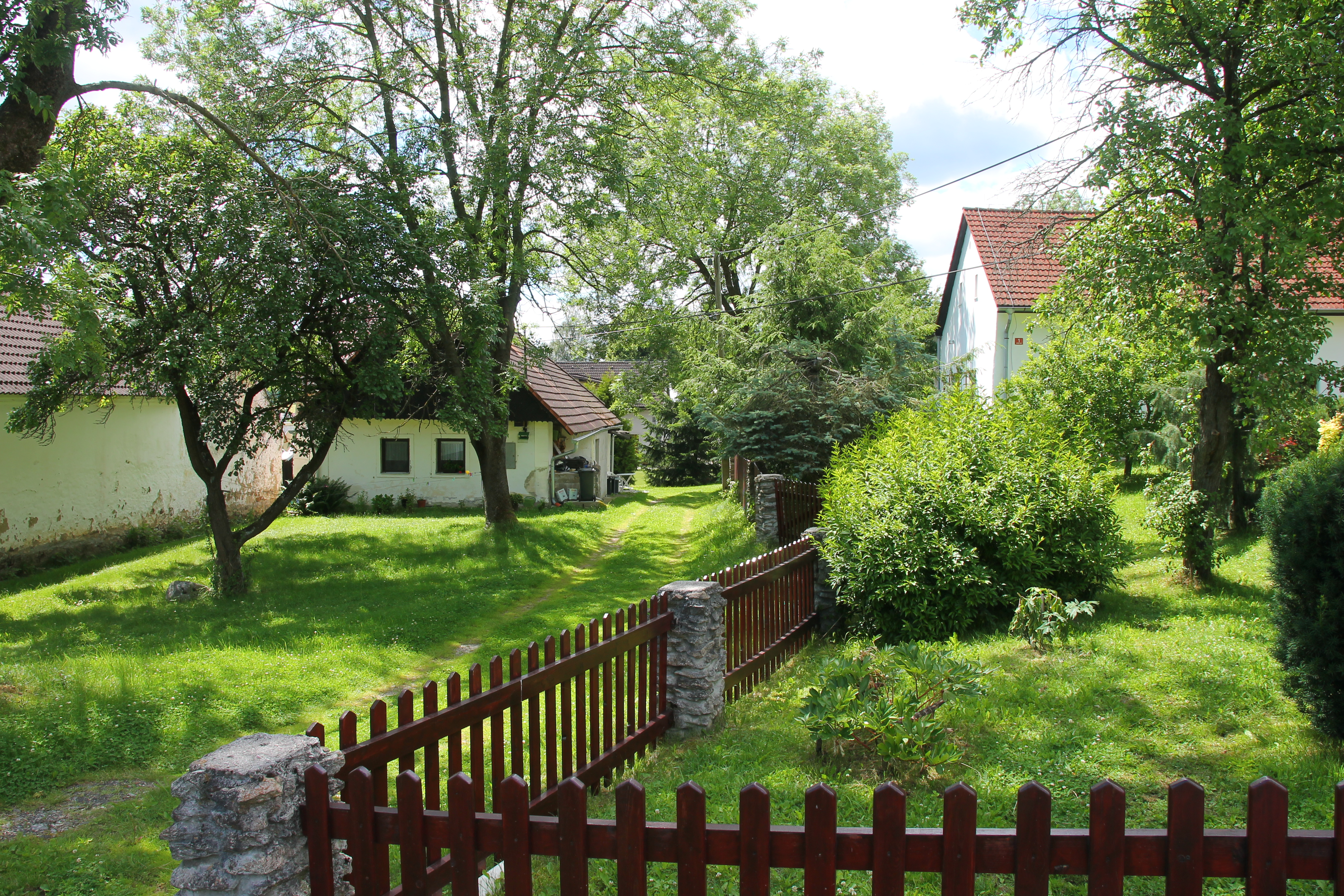
Chalupy ve vesnici
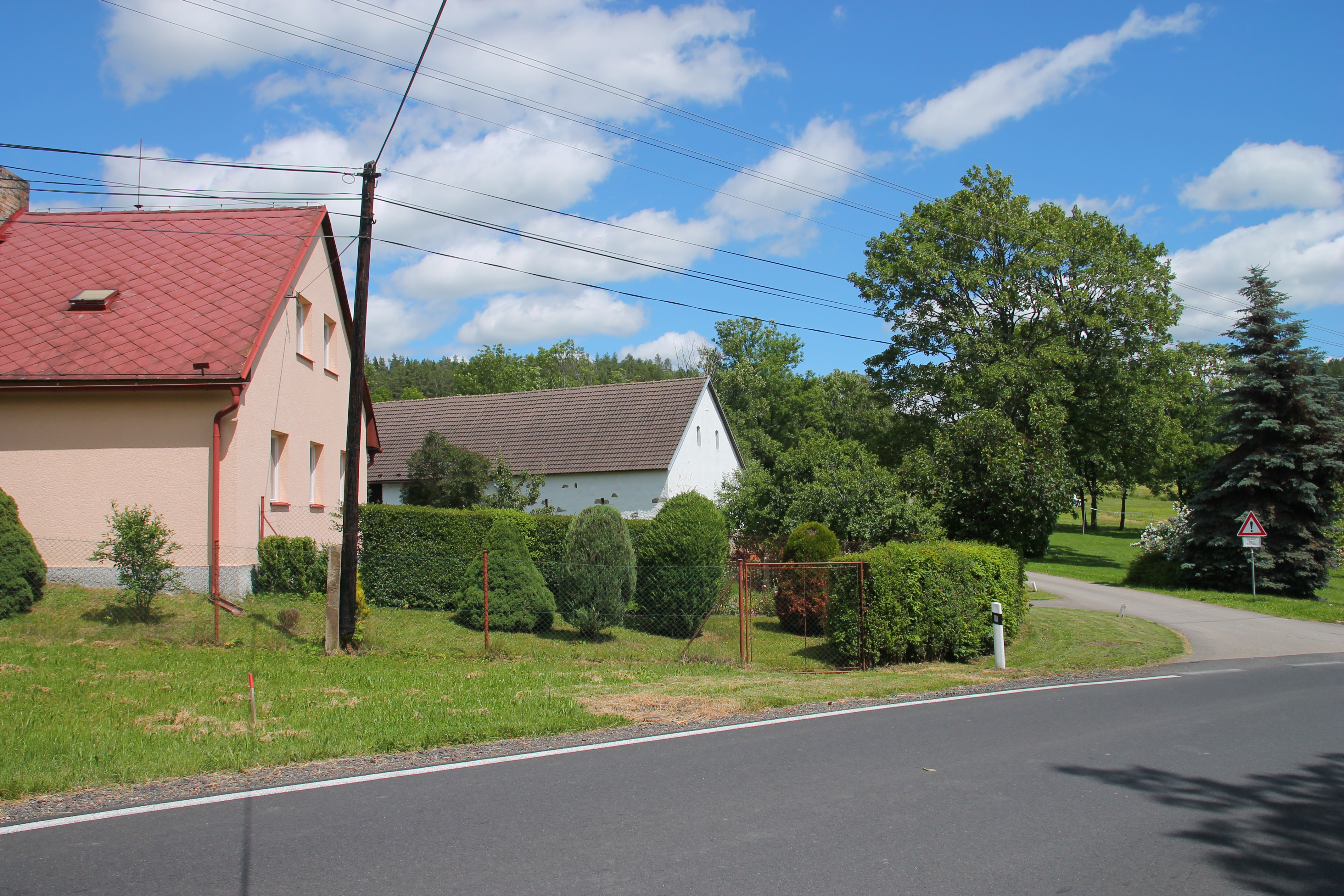
Chalupy ve vesnici
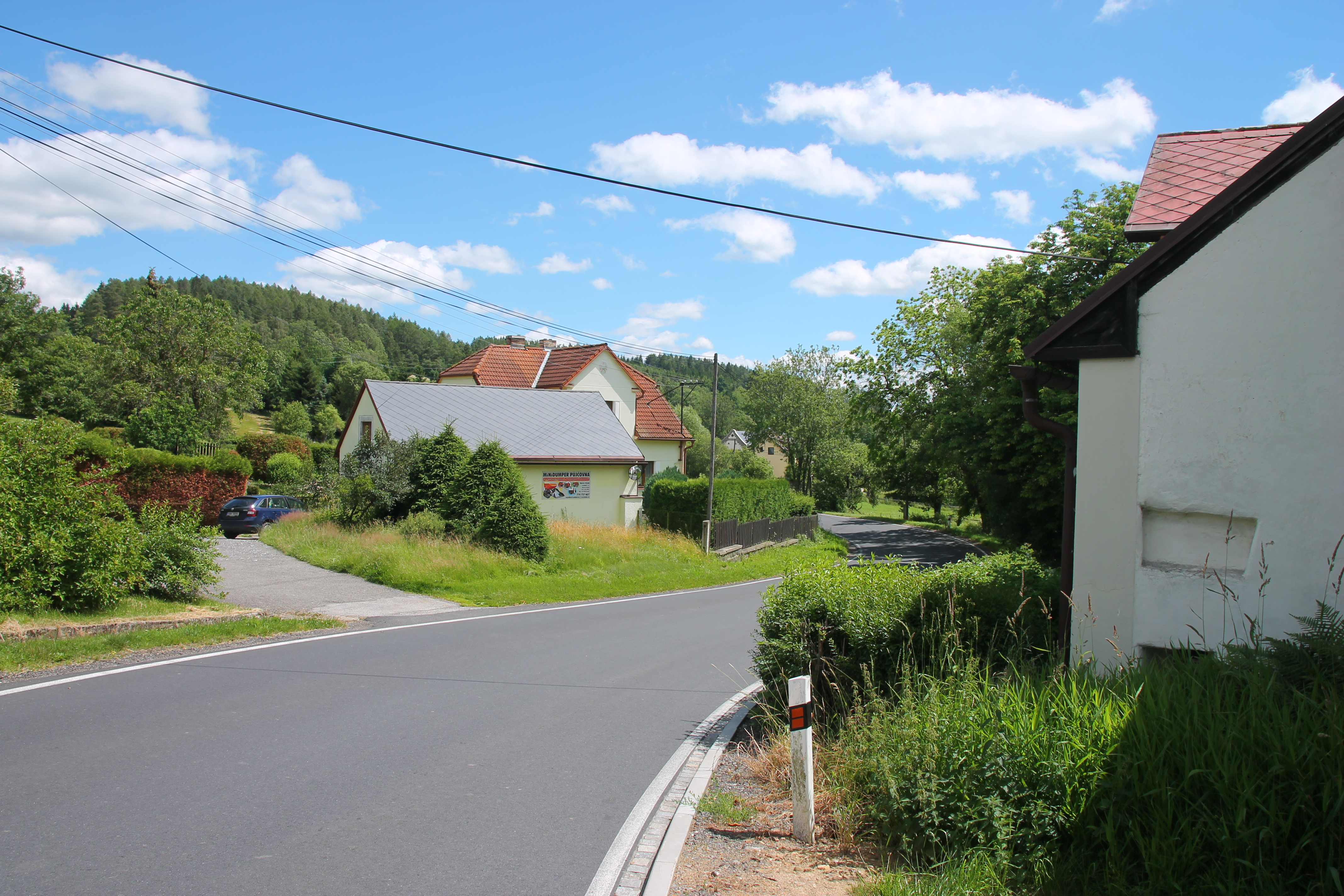
Silnice II/171 ve vesnici
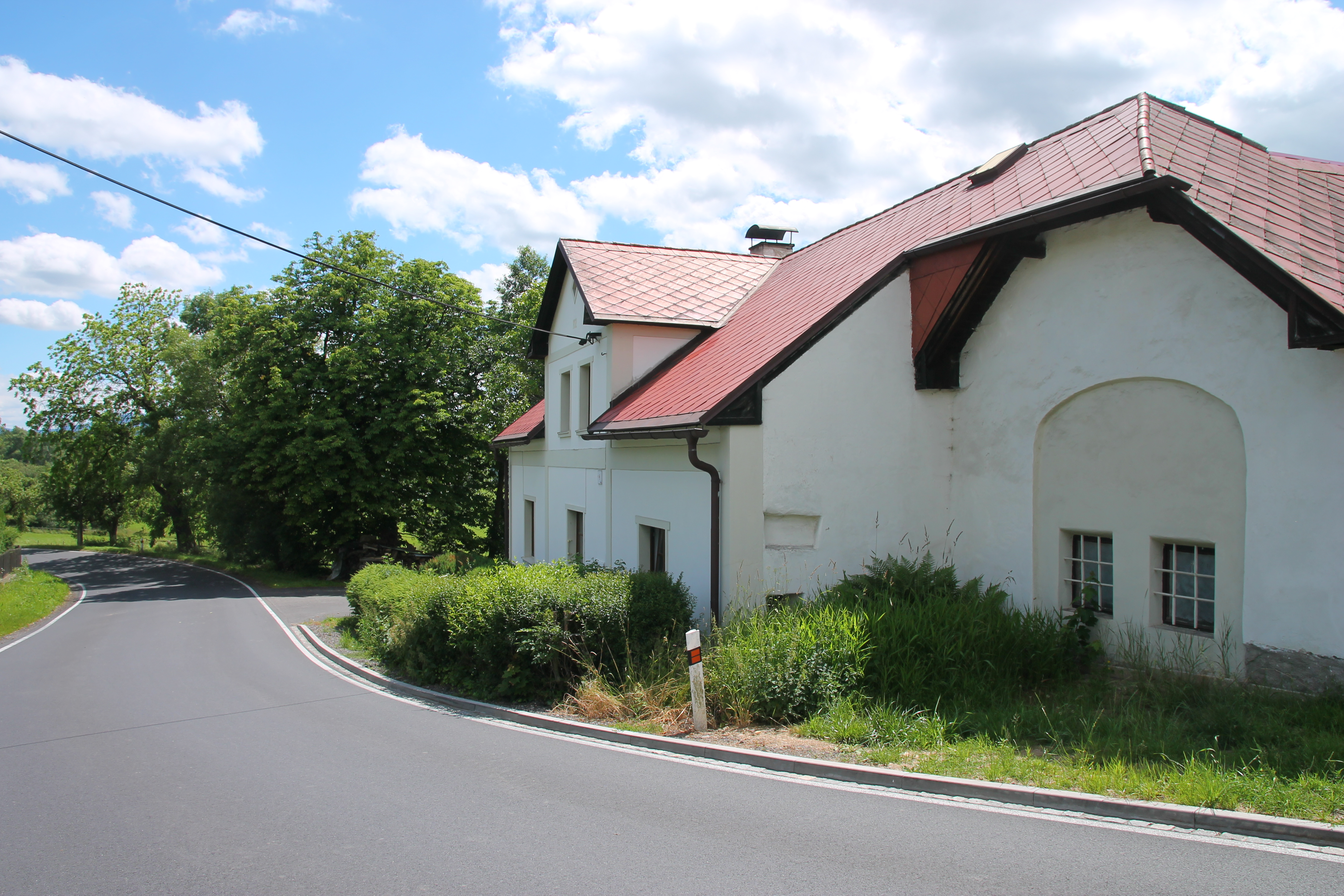
Silnice II/171 ve vesnici
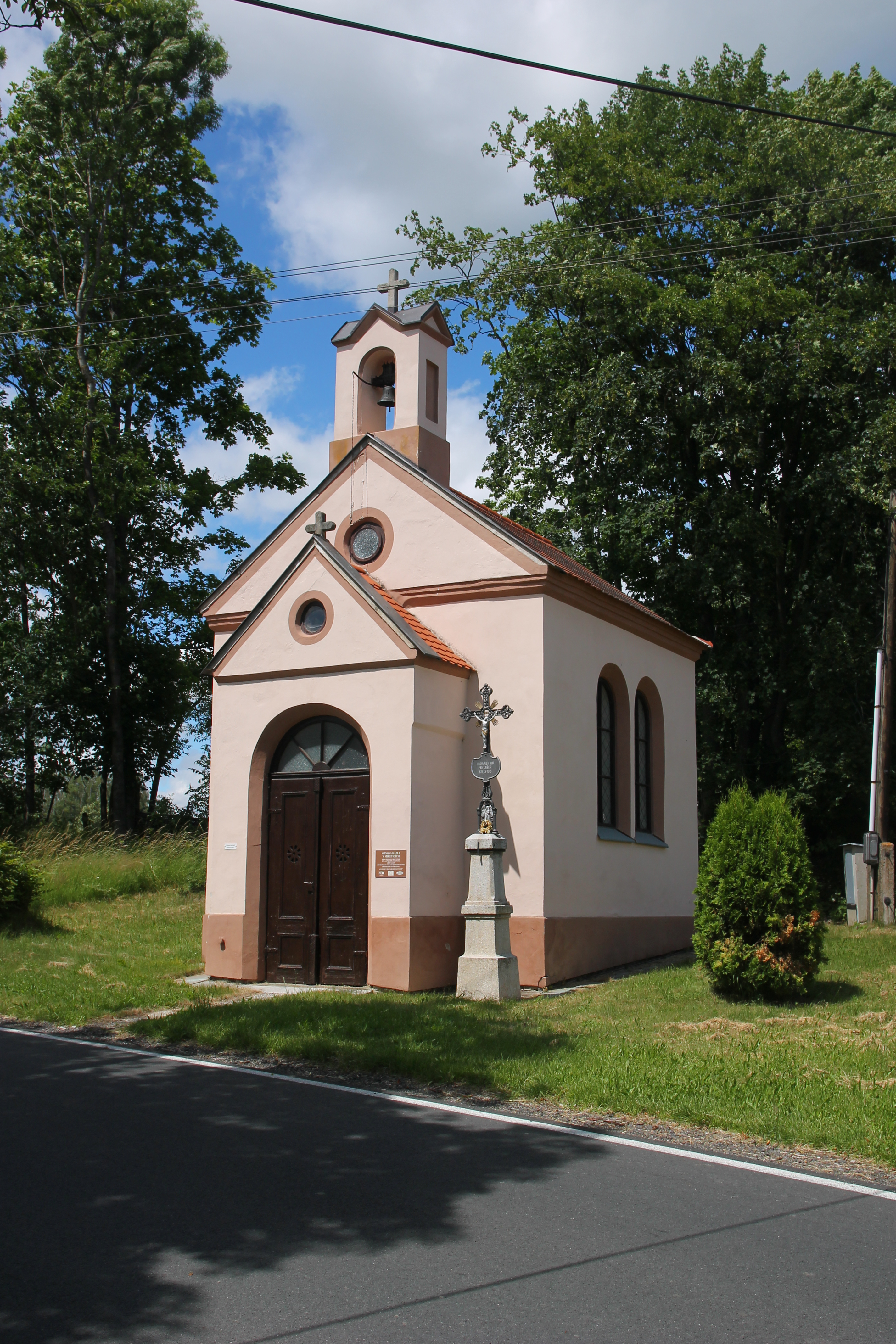
Kaple
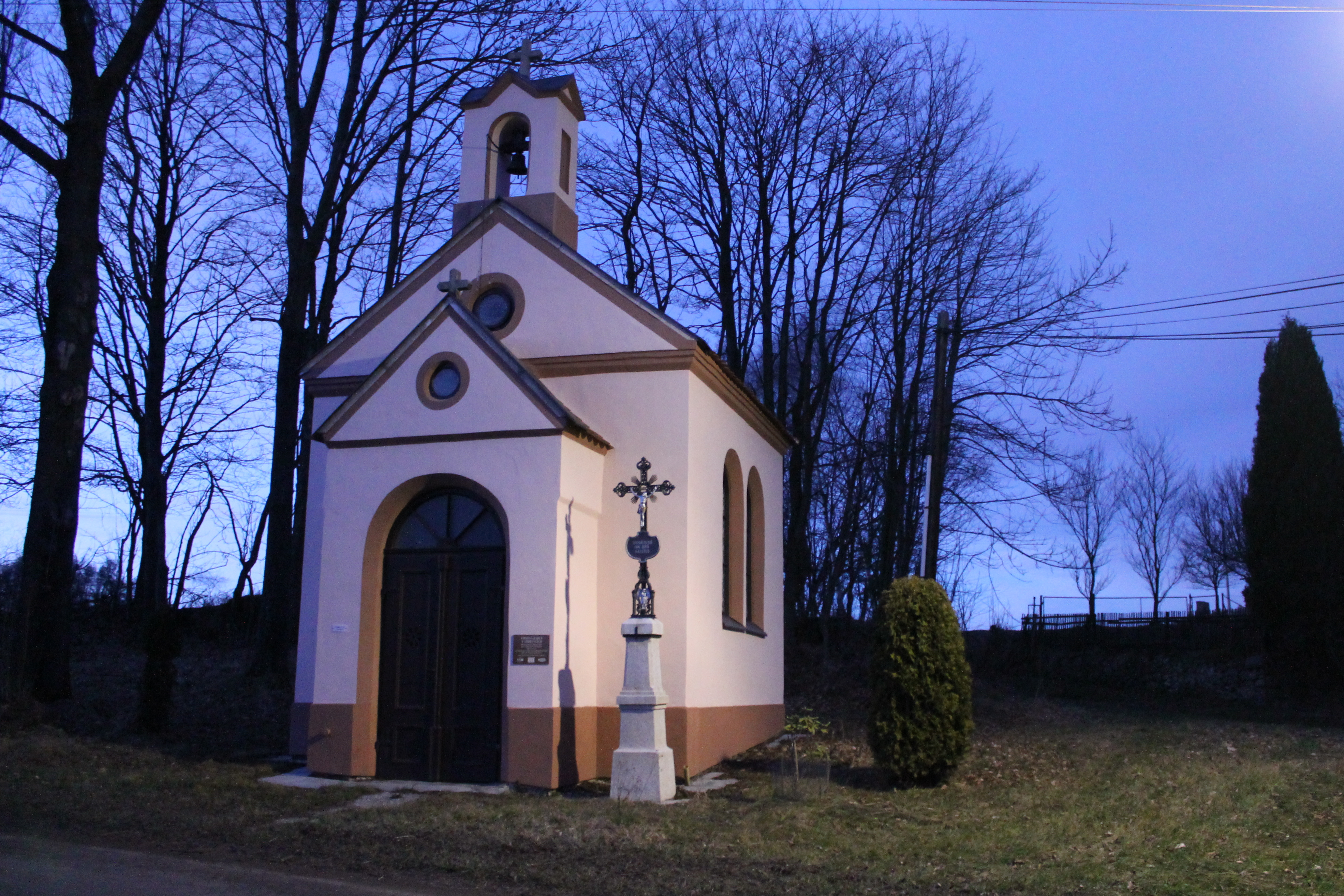
Kaple vpodvečer